# Жиховский сельский совет (Середино-Будский район)
Жиховский сельский совет (укр. Жихівська сільська рада) — входит в состав
Середино-Будского района
Сумской области
Украины.
Административный центр сельского совета находится в 
с. Жихово
.

## Населённые пункты совета
- с. Жихово
- с. Гутко-Ожинка
- с. Красичка
- с. Новая Спарта
- с. Рудня